# Dome C

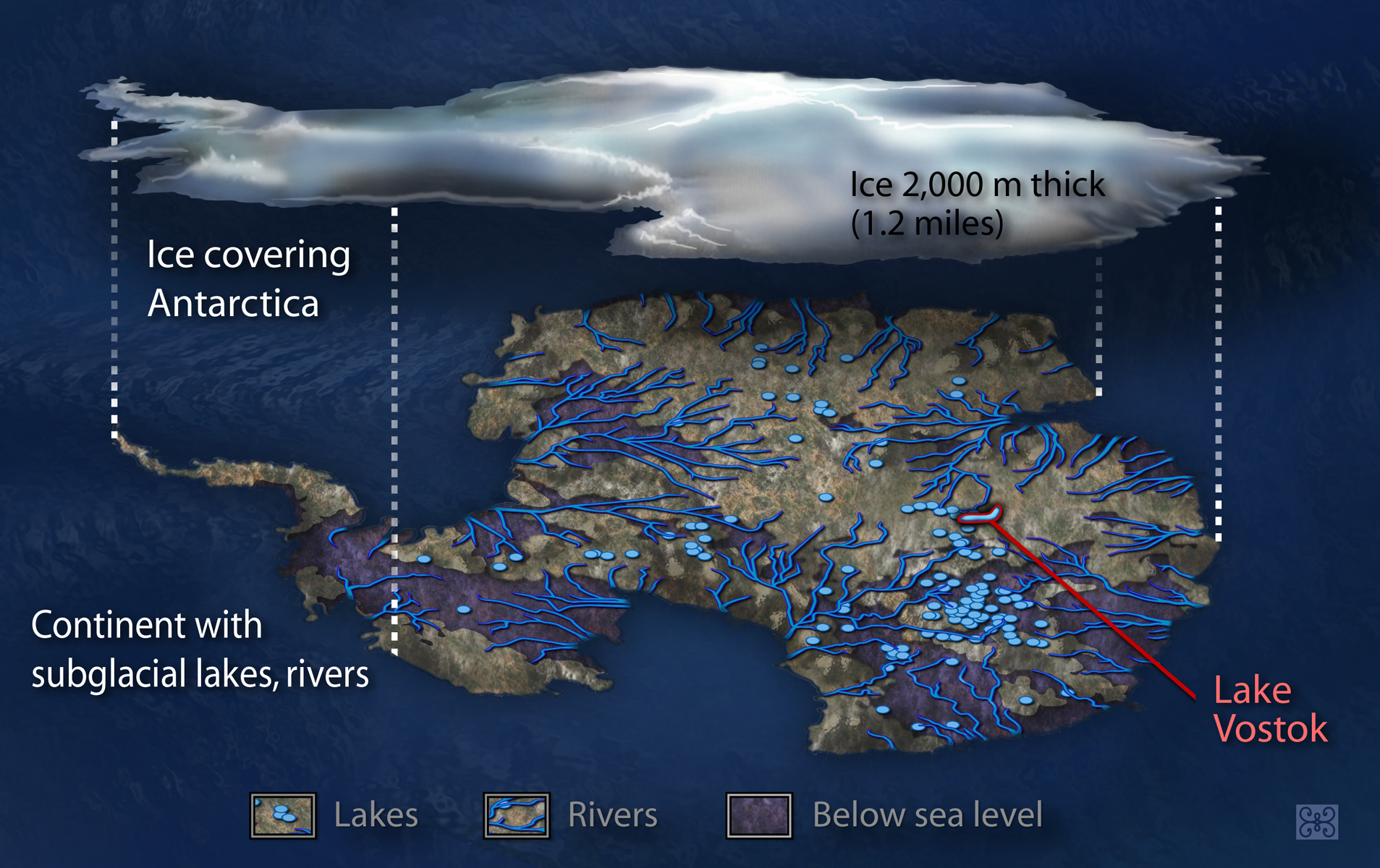
Jeziora i rzeki pod lądolodem Antarktydy; widoczne zagęszczenie jezior pod Dome C (u dołu po prawej)

Dome Charlie także Dome C także Dome Circe  – kopuła lodowa w lądolodzie antarktydzkim, na Antarktydzie Wschodniej, na Ziemi Wilkesa. 

## Nazwa
Nazwa „Dome Charlie” została nadana przez żołnierzy United States Navy zapewniających wsparcie logistyczne dla badaczy – w alfabecie fonetycznym ICAO słowo „Charlie” odpowiada literze C . Uznano pierwszeństwo tej nazwy przed nazwami „Dome C” i „Dome Circe”, zaproponowaną przez członków wyprawy Scott Polar Research Institute, a pochodzącą z mitologii greckiej .

## Geografia
Kopuła lodowa Dome C leży na płaskowyżu na Ziemi Wilkesa w Antarktydzie Wschodniej . Wznosi się na wysokość 3233 m n.p.m.
Jest to pustynia lodowa i jeden z najzimniejszych obszarów na Ziemi. Średnia temperatura roczna to ok. -54°C a według szacunków temperatury roczne mogą spadać do -79°C. Opady i wilgotność powietrza są niewielkie, a wiatry tu wiejące słabe. 
Pod kopułą odkryto bardzo duże skupisko jezior podlodowcowych. Duże zagęszczenie jezior na tym obszarze świadczyć może o tym, że zbiorniki są ze sobą połączone.
Na obszarze Dome C znajduje się francusko-włoska stacja badawcza Concordia. W latach 70. XX wieku prowadzono na niej pierwsze wiercenia w celu wydobycia rdzeni lodowych . Prace wznowiono w latach 90.; w grudniu 2004, podczas realizacji programu European Project for Ice Coring in Antarctica (EPICA), wydobyto rdzeń lodowy długości 3270 m , który dostarczył informacji o klimacie na przestrzeni 740 tys. lat .